# CR弾球黙示録カイジ
CR弾球黙示録カイジ（シーアールだんきゅうもくしろくカイジ）は、2007年に高尾から発売されたパチンコ機である。漫画「賭博黙示録カイジ」とのタイアップ機。
なお、2009年発売の後継機・「CR弾球黙示録カイジ沼」についても記述する。

## CR弾球黙示録カイジ
突然通常のあるバトルタイプが2スペック、一般的なミドル・甘デジタイプが3スペック発売された。
なお本機はダブルアタッカーとなっているが、右打ち用のアタッカーは2Rの大当たりと小当たり時にしか開放せず、出玉のある大当たりは通常のアタッカーのみで消化する。
スペック
| 型式（通称）    | 大当たり確率     | 確変突入率 | 賞球数  | ラウンド数                 | 時短                              | 大当たり振り分け            |
| --------------- | ---------------- | ---------- | ------- | -------------------------- | --------------------------------- | --------------------------- |
| VF2（黒幕）     | 1/344.9→1/34.49  | 66%        | 3&10&14 | 15ラウンド・9カウント      | 通常大当たり終了後100回           | 2R確変 25%                  |
| XF2（欲望）     | 1/319.41→1/31.94 | 63%        | 3&10&14 | 15ラウンド・9カウント      | 通常大当たり終了後100回           | 2R確変 22%                  |
| HDV（天誅）     | 1/99.9→1/16.6    | 65%        | 3&10&12 | 5 or 15ラウンド・9カウント | 通常大当たり終了後30回            | 15R確変 3%, 2R確変 25%      |
| XR2（鉄槌）     | 1/344.9→1/34.49  | 80%        | 3&10&14 | 5 or 15ラウンド・9カウント | 電サポ中の通常大当たり終了後100回 | 5R確変 29%, 2R確変 10%      |
| HDR（運否天賦） | 1/99.81→1/22.46  | 75%        | 3&13&10 | 6ラウンド・9カウント       | 電サポ中の通常大当たり終了後40回  | 2R確変 ヘソ:30% 電チュー:7% |

※ XR2・HDRの通常大当たりは2R（出玉なし）となる。

## CR弾球黙示録カイジ沼
全スペックが回数切り確変を搭載した変則バトルタイプとなった。大当たり中や電チューサポート中は右打ちで消化する。大当たりの中には、実質的なラウンド数が変化する「黙示録ボーナス」が含まれる。
本機には、原作漫画に登場する「沼」の役物がある。ただし原作の物とは異なりクルーンと電チューの位置が逆になっていて、1つ穴のクルーンから落ちた所にある電チューを通ることが出来れば大当たりとなる演出である（内部で大当たりでなければ電チューに弾かれる。また確定でも弾く事があるが、復活演出を経て大当りとなる）。
なお下記スペック表にある「人喰い沼」「天啓…っ!」等の型式表記は、通称ではなく保通協に登録された正式名称である。通常パチンコのスペック違いを区別する型式表記は英数字を用いるが、高尾はこの機種以降かな・漢字も使用しており、業界全体から見ても異例である。
スペック
| 型式       | 大当たり確率   | 確変突入率       | 賞球数    | ラウンド数                 | 時短                 |
| ---------- | -------------- | ---------------- | --------- | -------------------------- | -------------------- |
| 人喰い沼   | 1/399.2→1/39.9 | 100%（60回限定） | 3&5&10&15 | 5 or 16ラウンド・9カウント | 確変終了後 0 or 40回 |
| 57億の孤独 | 1/399.2→1/39.9 | 100%（75回限定） | 3&5&10&12 | 5 or 16ラウンド・9カウント | 確変終了後 0 or 25回 |
| 天啓…っ!   | 1/299.4→1/36.3 | 100%（55回限定） | 3&5&10&12 | 5 or 16ラウンド・9カウント | 確変終了後 0 or 45回 |
| 僥倖っ…!   | 1/156.2→1/24.1 | 100%（35回限定） | 3&5&10    | 5 or 15ラウンド・9カウント | 確変終了後 0 or 65回 |
| ざわっ…!   | 1/99.8→1/29.9  | 100%（35回限定） | 3&5&10    | 5 or 15ラウンド・9カウント | 確変終了後 0 or 65回 |

大当たり振り分け
| 大当たり種別                      | 人喰い沼 | 人喰い沼 | 57億の孤独 | 57億の孤独 | 天啓…っ! | 天啓…っ! | 僥倖っ…! | 僥倖っ…! | ざわっ…! | ざわっ…! |
| 大当たり種別                      | ヘソ     | 電チュー | ヘソ       | 電チュー   | ヘソ     | 電チュー | ヘソ     | 電チュー | ヘソ     | 電チュー |
| --------------------------------- | -------- | -------- | ---------- | ---------- | -------- | -------- | -------- | -------- | -------- | -------- |
| 16(6)ラウンド大当たり             | 44.0%    | 28.0%    | 40.0%      | 26.4%      | 40.0%    | 29.6%    | 40.0%    | 30.0%    | 44.0%    | 20.0%    |
| 16(6)ラウンド大当たり（時短あり） | 8.0%     | 14.8%    | 8.0%       | 8.0%       | 9.2%     | 8.8%     | 16.0%    | 26.0%    | 8.0%     | 32.0%    |
| カイジボーナス・16R               | 2.8%     | 6.4%     | 0.8%       | 2.8%       | 2.0%     | 7.2%     | 4.0%     | 6.0%     | 1.6%     | 4.0%     |
| カイジボーナス・5R                | 12.0%    | 30.0%    | 8.0%       | 27.6%      | 11.2%    | 32.0%    | 2.0%     | 20.0%    | 8.0%     | 26.4%    |
| 黙示録ボーナス・16回開放          | 5.6%     | 5.6%     | 9.6%       | 16.4%      | 4.4%     | 8.0%     | 2.0%     | 2.0%     | 4.0%     | 3.2%     |
| 黙示録ボーナス・32回開放          | 1.2%     | 4.0%     | 2.4%       | 4.8%       | 2.4%     | 3.2%     | 2.0%     | 2.0%     | 4.0%     | 3.2%     |
| 黙示録ボーナス・48回開放          | 1.2%     | 4.0%     | 2.4%       | 4.8%       | 2.0%     | 3.2%     | 14.0%    | 12.0%    | 5.6%     | 4.8%     |
| 5R確変（突然確変）                | 25.2%    | 7.2%     | 28.8%      | 9.2%       | 28.8%    | 8.0%     | 20.0%    | 2.0%     | 24.8%    | 6.4%     |

※カッコ内のラウンド数は、「僥倖っ…!」「ざわっ…!」のみ適用。

## CR弾球黙示録カイジ2
アニメ版の「逆境無頼カイジ」がベース。前作同様のST機で、スペックは確変中の確率が異なる「カイジ」と「利根川」の2種類がある。
前作の「沼」役物は無くなったが演出面が大幅に強化、図柄の種類も大幅に増加された。また大当りでは、実質的なラウンド数が変化する前作の「黙示録ボーナス」が、今作ではラウンド数が変化する上に確変継続か時短突入で別れる「BATTLE BONUS」に変わっており、カイジボーナスも前作は5Rのみだったが今作では15Rに増えている。
スペック
| 型式   | 大当たり確率   | 確変突入率 | 賞球数 | ラウンド数            | 時短             |
| ------ | -------------- | ---------- | ------ | --------------------- | ---------------- |
| 開司   | 1/389.9→1/39.3 | 100%       | 3&4&10 | 15ラウンド・9カウント | 確変終了後11回転 |
| 利根川 | 1/389.9→1/53.1 | 100%       | 3&4&14 | 15ラウンド・9カウント | 確変終了後11回転 |
| 兵藤   | 1/99.9→1/39.9  | 100%       | 3&4&5  | 15ラウンド・9カウント | 確変終了後11回転 |

## 図柄キャラクター
キャラクターの詳細については賭博黙示録カイジの登場人物を参照。
シリーズ全作品において11種類の図柄が用意されている。
7図柄がカイジではなく兵藤で、カイジの図柄が2種類あったり、原作ではほんの数コマしか登場していない西尾が図柄になっているなど、かなり変則的な配置となっている。
沼では4図柄が大槻から佐原に変更されている。
「2」では6図柄が三好から村岡に、10図柄が西尾から船井に変更された他、5図柄だった遠藤と9図柄だった坂崎が互いに入れ替わっている。
さらに西尾と新たに黒崎が特殊図柄になっている。
また、「2」の地下強制モードでは、図柄が5種類に減少し、沼には図柄から外された4図柄の大槻が復活し、6図柄だった三好がこのモード時の2図柄に変更されている。
「沼2」では図柄ごとの背景色が変更され、これまで赤色と青色のみだった数字が背景と同じ色になっている。
また、キャラクターに関しても、佐原、坂崎、村岡、船井の代わりに、大槻、三好が基本図柄に復活し、5図柄には前作で特殊図柄だった黒崎、8図柄には新たに前田が追加され、これまで8図柄だった和也が6図柄に移動している。また、11図柄のカイジには包帯が付いていない。
「沼2」のシャバモードでは3、5、9図柄がカイジの味方キャラ、偶数図柄は全て黒服となる。7図柄（兵藤）は擬似連に対応しているため変化がない。
以下、原作、あるいはアニメ版で本名が設定されているキャラクターを本名で表記する。
- 無印〜2
  - 1. 伊藤開司
  - 2. 一条聖也/三好智広(2・地下強制モード)
  - 3. 利根川幸雄/黒崎義裕(2・地下強制モード)
  - 4. 大槻(無印、2・地下強制モード)/佐原(沼、2)
  - 5. 遠藤勇次(無印、沼)/坂崎孝太郎(2)/黒崎義裕(2・帝愛疑似連)/伊藤開司（包帯付き）(2・地下強制モード)
  - 6. 三好智広(無印、沼)/村岡隆(2)
  - 7. 兵藤和尊
  - 8. 兵藤和也
  - 9. 坂崎孝太郎(無印、沼)/遠藤勇次(2)
  - 10. 西尾(無印、沼、2・コンビニ疑似連)/船井譲次(2)
  - 11. 伊藤開司（包帯付き）

- 沼2（数字の隣の括弧内は図柄の色）
  - 1（赤）. 伊藤開司（緑服）
  - 2（青）. 一条聖也
  - 3（白）. 利根川幸雄
  - 4（紫）. 大槻
  - 5（黒）. 黒崎義裕
  - 6（水色）. 兵藤和也
  - 7（黄色）. 兵藤和尊
  - 8（緑）. 前田
  - 9（橙色）. 遠藤勇次
  - 10（黄緑）. 三好智広
  - 11（桃色）. 伊藤開司（赤服）

- シャバモード専用図柄（沼2）
  - 1、7、11は他モード時と同様
  - 3（水色）. 西尾
  - 5（山吹色）. 坂崎孝太郎（他モード時のチャンス目としても出現）
  - 9（黄緑）. 佐原
  - 偶数図柄はそれぞれデザインの異なる黒服（黒図柄）